# Barekamavan
Barekamavan (en arménien Բարեկամավան ; jusqu'en 1978 Dostlu ou Kurumsulu) est une communauté rurale du marz de Tavush, en Arménie. Elle compte 500 habitants en 2008.